# Stevens Point
Stevens Point is een plaats (city) in de Amerikaanse staat Wisconsin, en valt bestuurlijk gezien onder Portage County.

## Demografie
Bij de volkstelling in 2000 werd het aantal inwoners vastgesteld op 24.551. In 2006 is het aantal inwoners door het United States Census Bureau geschat op 24.368, een daling van 183 (-0,7%).

## Geografie
Volgens het United States Census Bureau beslaat de plaats een oppervlakte van 42,1 km², waarvan 39,7 km² land en 2,4 km² water. Stevens Point ligt op ongeveer 332 m boven zeeniveau.

## Geboren in Stevens Point
- Peter Weller (1947), film- en toneelacteur, regisseur en leraar
- Joel Hodgson (1960), schrijver, comedian en acteur
- Chris Solinsky (1984), atleet
- Garrett Weber-Gale (1985), zwemmer

## Plaatsen in de nabije omgeving
De onderstaande figuur toont nabijgelegen plaatsen in een straal van 20 km rond Stevens Point.